# آرتينز
آرتينز أو إيه آر تي تينز (بالإنجليزية: ART Teenz) كانت قناة مخصصة للأطفال تابعة لشبكة راديو وتلفزيون العرب. وهي أول قناة مخصصة للأطفال في الوطن العربي.

## نبذة عن القناة
تأسست قناة ART الأطفال في عام 1993 تحت اسم ART3، ثم تغير اسمها إلى ART الأطفال عام 1998. كانت أول قناة عربية متخصصة في عرض الرسوم المتحركة والبرامج الموجهة للأطفال، إضافة إلى الأفلام والبرامج المسائية المخصصة للشباب تحت اسم ART الشباب. كانت تبث من العاصمة الإيطالية روما، وكان الشيخ صالح كامل يقوم بفك تشفيرها خلال العطلات الصيفية ليتاح لجميع الأطفال العرب مشاهدتها. في عام 2002، تم نقل مكاتب القناة إلى المدينة الإعلامية في عمّان، الأردن، وأعيد تسميتها إلى ART تيينز. توقفت القناة عن البث في عام 2008 بسبب الظروف الاقتصادية التي واجهتها الشبكة.

## برامج
| برنامج                   | جنسية     | تقديم            |
| ------------------------ | --------- | ---------------- |
| طالع نازل البحار، الفضاء | الجزائرية | عديلة ربيب       |
| وقت الفرح                | الأردنية  | عروب صبح         |
| ألعب مع فرح ومرح         | اللبنانية | جورجيت فغالي     |
| عقبالك في يوم ميلادك     |           |                  |
| أطلب وأختار              | المغربية  | حسناء العمراني   |
| سيني سيتي                | الأردنية  | رنا سلطان        |
| توب كليب كليب            | المصرية   | سهى أحمد         |
| أطفالنا الساعة           | السعودية  | عبد العزيز الترك |
| أنوار رمضان              | المصرية   | نادية عمارة      |

### قائمة المسلسلات
- هذه القائمة قد تكون غير مكتملة، فضلاً شارك في إثراءها

- حكيم الاقزام
- سابق ولاحق
- كريس كولورادو
- سيرانو 2022
- اخي العزيز
- فتيات القوة
- شيربي
- جزيرة التنانين
- الجاسوسات
- ايكوسان
- بحيره المرح
- البابا لوز في اجازه
- المحقق كونان
- لوز وسكر
- سالي
- الكابتن رابح
- طالع نازل
- حكايات قندس
- كونغ
- يولاندا
- Courage The Cowardly Dog
- مانو
- الضاحكون
- رينادا
- مغامرات فهيم
- فيردي
- فيكس و فوكس
- يوميات عبدالله
- اخر شقاوه
- ارسين لوبين
- آلف
- تاله وميمو
- رواد المخاطر
- فليبر ولوباكا
- طرزان
- الدب يوغي
- هيفي كروكيت
- سبيرو
- جادجيت بوي
- ساندي بل
- البوم ارضنا الطيبه
- مسلسل كان ياما كان بأجزائه الأربعة
- حكايات احلي زاد
- عالم تويوتا
- شقاوه
- بائع الحليب
- حكاية الخمسة عشر ولدا
- مهمة القراصنة
- بيل وسبستيان
- تيلاتابيز
- ابي الحنون
- مغامرو الغابة
- سكوبي دو
- مغامرات مارتن
- فليفلة
- الجزيرة الاولومبية
- التوأمان
- الدورية السرية
- السنافر
- الفرقة الجوية
- المدافعون
- الهداف
- اليس في بلاد العجائب
- امي الحبيبة
- بوكا هانتس
- المفتش فابر
- وادي الامان
- توم وجيري دروبي ودرايبل سبايك وتايك
- روبوتان
- الاميرة شهرزاد
- لحن الحياة
- كأس العالم
- كاليميرو
- ماروكو الصغيرة
- تومي واوسكار
- بينكي وبرين
- اورسن واليفيا
- تاما والاصدقاء
- سبانك
- حنين
- مونتانا
- بوكيمون
- مارسوبيلامي
- فولترون
- ليزي تاون
- كليف هانغر
- سلاحف النينجا حول العالم
- مغامرات بادجي
- الفيل بيني
- الكايزولانديين
- المتحولون
- المغامران
- أستريكس وأبيليكس
- باتمان
- بيف وهركول
- تان تان
- دروب ريمي
- رحلة السنجاب
- سبيرو
- مغامرات سميد
- سوبرمان
- صاحب الظل الطويل
- مغامرات لولو وطبوش
- ساندوكان
- البحار المغامر
- غابة الأماني
- مارسو بيلامي
- الأشكال المرحة
- في جعبتي حكاية
- بابار
- ماوكلي
- دراك باك
- غريندايزر
- ميري ميلوديز ولوني تيونز إنجليزي USA ومترجم عربي
- توم و جيري MGM انجليزي USA ومترجم عربي
- FairyTale: A True Story (فيلم)
- قصة حب حزينة (فيلم)
- أبطال الانجاد
- مدينة زينتريكس
- حنان الأم (فيلم)
- من سيربح البونبون (برنامج)
- مغامرات مارتن
- مغامرات جيمي نيوترون الفتى العبقري
- جيني المراهقة الالية

## شعارات القناة

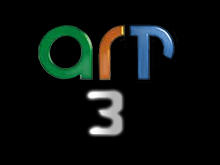
شعار قناة ART الأطفال 1993–1996
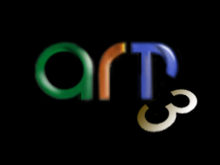
شعار قناة ART الأطفال 1996–1998
شعار قناة ART الأطفال 1998–2000
شعار قناة ART الشباب 1998–2000
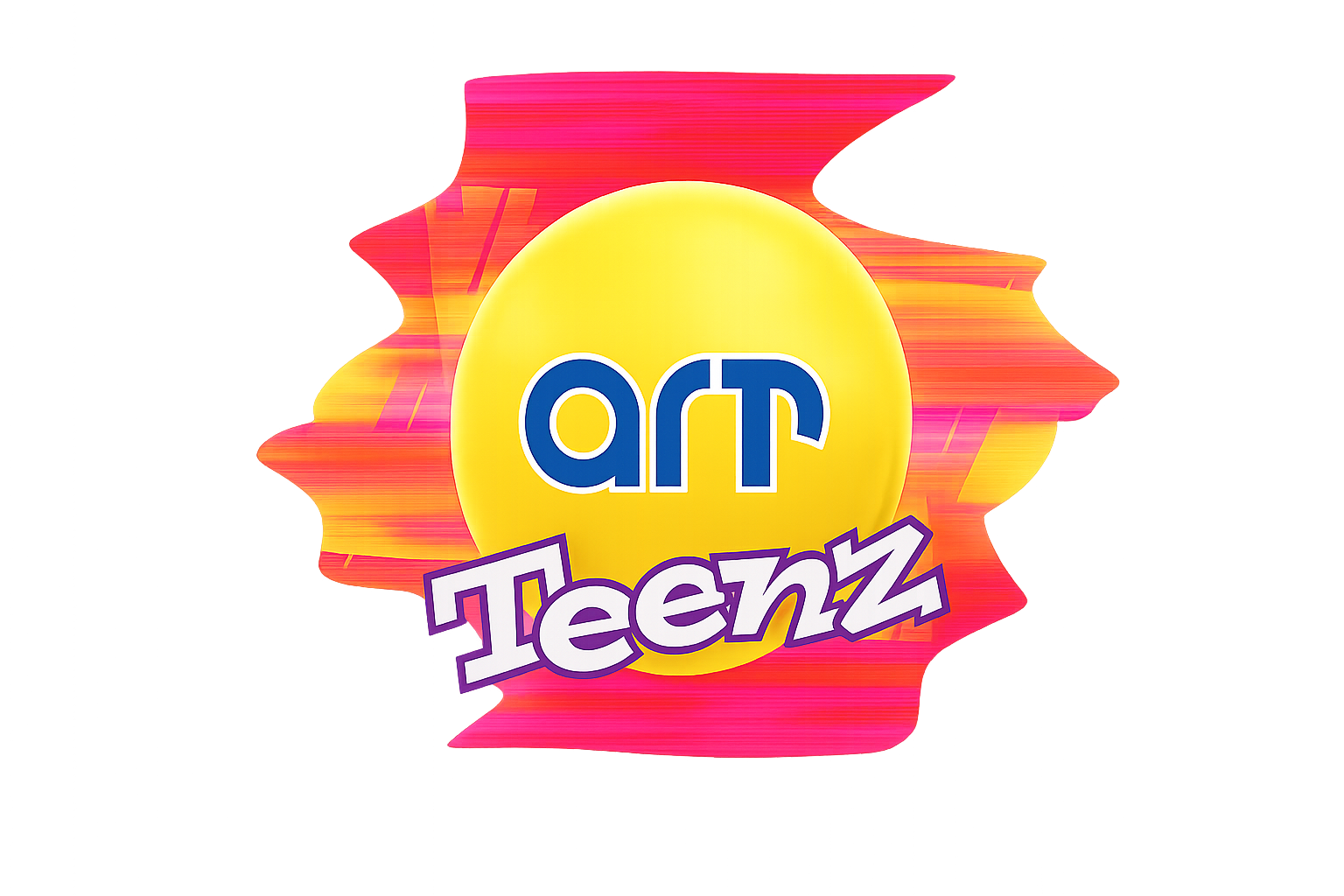
شعار قناة ART تينز 2000 - 2008